# Marisa Vaz Carvalho
Marisa Vaz Carvalho (* 19. November 1999 in Lissabon) ist eine portugiesische Leichtathletin, die im Hürdenlauf, Weitsprung und im Siebenkampf an den Start geht. Sie steht bei dem portugiesischen Sportverein Benfica Lissabon unter Vertrag.

## Familie
Marisa Vaz Carvalho stammt aus einer Sportlerfamilie: die 1995 ebenfalls in Lissabon geborene Leichtathletin Teresa Vaz Carvalho ist ihre Schwester, ihre Mutter ist die Siebenkämpferin und zweifache portugiesische Darts-Meisterin Terezinha Vaz, und ihr Vater ist der Leichtathlet Joaquim Carvalho, u. a. portugiesischer Meister im Zehnkampf, im 400-Meter-Lauf und im 400-Meter-Hürdenlauf. Der 1953 geborene Leichtathlet José Carvalho ist ihr Onkel, er war u. a. Teil der Portugiesischen Olympiamannschaft 1976 in Montreal, wo er Fünfter im 400-Meter-Hürdenlauf wurde.
Sie lebt in Cascais und studiert an der sportmedizinischen Fakultät der Universität Lissabon, der Faculdade de Motricidade Humana in Cruz Quebrada (Stand Februar 2018).

## Sportliche Laufbahn
Ihren ersten Wettkampf bei internationalen Meisterschaften bestritt Marisa Vaz Carvalho bei den U18-Weltmeisterschaften 2015 in Cali, bei denen sie den fünften Platz im Hürdenlauf belegte und im Siebenkampf mit 5666 Punkten Platz acht erreichte. 2016 nahm sie an den erstmals ausgetragenen U18-Europameisterschaften in Tiflis teil und gewann dort die Bronzemedaille im Weitsprung und belegte im Hürdenlauf im Finale den achten Platz. 2017 qualifizierte sie sich für die U20-Europameisterschaften in Grosseto und belegte dort in 13,60 s den sechsten Platz über die Hürden. Im Weitsprung und mit der portugiesischen 4-mal-100-Meter-Staffel schied sie hingegen bereits im Vorlauf aus.
2017 wurde Vaz Carvalho portugiesische Hallenmeisterin im Fünfkampf.

## Persönliche Bestleistungen
- 100 m Hürden: 13,41 s (+0,1 m/s), 17. Juni 2017 in Lissabon
  - 60 m Hürden (Halle): 8,37 s, 19. Februar 2017 in Pombal
- Weitsprung: 6,24 m (−2,5 m/s), 21. Mai 2016 in Lissabon
  - Weitsprung (Halle): 6,12 m, 20. Januar 2018 in Pombal
- Siebenkampf: 5755 Punkte, 4. Juni 2017 in Arona
  - Fünfkampf (Halle): 4064 Punkte, 12. Februar 2017 in Pombal